# Carlo Guattani
Carlo Guattani (* 30. April 1709 in Bannio Anzino (Piemont); † 28. Juni 1773 in Rom) war ein italienischer Chirurg.

## Leben
Carlo Guattani ging im Alter von 16 Jahren nach Rom, um seine allgemeine Ausbildung am Collegio Romano abzuschließen. Dann besuchte er  zu seiner speziellen Ausbildung in der Chirurgie ab 1728 die Schule des Hospitals Santo Spirito in Sassia. Bereits nach einem Jahr erlangte er in dieser Klinik eine feste Anstellung. 1738 wurde er zum stellvertretenden Chirurgen und zum Operateur ernannt. Im Oktober 1742 wurde er als Nachfolger des verstorbenen Giovanni Pietro Gai leitender Arzt am genannten Hospital. 1745 veröffentlichte er seine erste Arbeit über zwei Fälle von Aneurysma (Historiae duae aneurysmatum, quorum alterum in brachio per chirurgicam operationem sanatum, in femore alterum paucos intra dies lethale fuit, Rom 1745 – zu Deutsch etwa: Geschichte zweier Aneurysmen, eines im Arm wurde durch eine Operation geheilt, das andere im Oberschenkel war innerhalb weniger Tage tödlich.).
Guattani ging daraufhin 1747 mit Unterstützung Benedikts XIV., nachdem er noch den Titel eines päpstlichen Leibarztes erhalten hatte, nach Paris, wo er – mit Unterbrechungen – 18 Monate blieb, Mitglied der Académie royale de chirurgie und korrespondierendes Mitglied der Académie des sciences wurde. Während des damals tobenden Österreichischen Erbfolgekriegs begab er sich 1747 auch  auf den Kriegsschauplatz in Flandern, um dort sein Wissen über die Behandlung von Schussverletzungen zu erweitern. Auf dem Rückweg von Paris machte er Studienreisen durch Italien und befreundete sich mit bedeutenden Medizinern wie Giovanni Ambrogio Bertrandi in Turin, Molinelli in Bologna und Giovanni Battista Morgagni in Padua. 1748 kehrte er nach Rom an seinen früheren Arbeitsplatz zurück.
Als Chirurg des Hospital Santo Spirito ließ Guattani es sich angelegen sein, die Verbände zu verbessern: statt der bisher gebräuchlichen komplizierten Salben griff er zu einem reinigenden Verfahren, und es bedurfte dann keines so häufigen Verbindens der Wunden. Große Operationen führte er geschickt aus. Er war auch der erste ordinierende Chirurg, der den Steinschnitt (Lithotomie) im Hospital Santo Spirito durchführte; denn diese Operation war bisher nur in den Händen der Familie Norcini gewesen. Durch Heranbildung von Schülern sorgte er dafür, dass die Lithotomie in der Chirurgie gebräuchlich wurde. Nach solchermaßen bedeutender Tätigkeit als Lehrer und Operateur in Rom starb er dort am 28. Juni 1773 im Alter von 64 Jahren an einem Leberleiden und an Aszites, nachdem er noch wenige Tage vor seinem Tod punktiert worden war.
Das bedeutendste Werk Guattanis ist die Abhandlung De externis aneurysmatibus manu chirurgica methodice pertractandis (Zur Behandlungsmethode äußerer Aneurysmen durch die Hand des Chirurgen) (1772), in der er die Therapie von äußeren Aneurysmen (von Erweiterungen äußerer Schlagadern) durch Empfehlung der systematischen Kompression wesentlich bereicherte. Ferner hat sich Guattani durch Verbesserung der Ösophagotomie (des Speiseröhrenschnitts zur Entfernung von Fremdkörpern) verdient gemacht (1757), ein Verfahren das erst Mitte des 19. Jahrhunderts wieder aufgegriffen wurde. Er beschrieb auch einen Fall von Echinococcus hepatis (1767).

## Werke (Auswahl)
- Mémoire sur l’oesophagotomie. In: Mémoires de l’académie royale de chirurgie, Bd. 3, 1757, S. 351–360 (Digitalisat)
- Observation anatomique sur une grande quantité d’hydatides, sorties d’une tumeur survenue à la région du foie. In: Histoires de l’académie royale de sciences de Paris, 1767, S. 44–45 (Digitalisat)
- De externis aneurysmatibus manu chirurgica methodice pertractandis. Rom 1772 (Digitalisat). Deutsche Übersetzung unter dem Titel Anweisung, wie die Pulsadergeschwülste zu heilen sind, Altenburg 1777
- Zusammen mit Giuseppe Flajani (1741–1808)[5] und Pietro Maria Giavina. Nuovo metodo di medicare alcune malattie spettanti alla chirurgia. Diviso in quattro dissertazioni, a cui precedono gli elogii storici di Carlo Guattani, e di Pietro Maria Giavina, con la descrizione di due singolari osservazioni chirurgica l'una, ed anatomica l'altra. Rom 1786 (Digitalisat)